# Pacto por Italia
Pacto por Italia (Patto per l'Italia) fue una coalición electoral italiana centrista impulsada por Mario Segni y Mino Martinazzoli en 1994.
Estuvo compuesta por el Partido Popular Italiano (PPI) y Pacto Segni, y logró ser la tercera fuerza política en las elecciones generales de Italia de 1994, tras la coalición del centro-derecha Polo de las Libertades/Polo del Buen Gobierno y el izquierdista Alianza de los Progresistas.
Originalmente también la Liga Norte se iba a unir a la alianza, pero Umberto Bossi finalmente decidió unirse al Polo de las Libertades de Silvio Berlusconi. Una decisión diferente por parte de Bossi probablemente habría producido un sistema político diferente al que rige Italia desde 1994.
Después de las elecciones, la alianza se disolvió. Posteriormente, el PPI sufrió la escisión del un sector favorable a unirse a Berlusconi, el Cristianos Democráticos Unidos (CDU), y Pacto Segni se convirtió en una fuerza política menor, formando una lista conjunta, con Renovación Italiana y Socialistas Italianos dentro de la coalición de centro-izquierda El Olivo para las elecciones generales de 1996.
- Datos: Q1053887